# Ragazzi di Via Panisperna

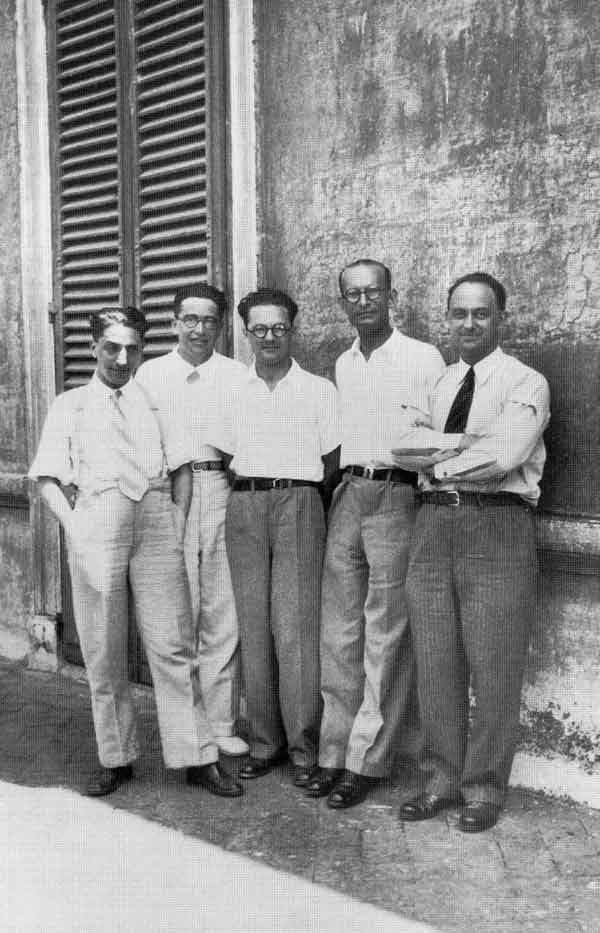
Băieții din Via Panisperna. De la stânga la dreapta: D'Agostino, Segrè, Amaldi, Rasetti, Fermi (22 octombrie 1934).

Ragazzi di Via Panisperna (română 'Băieții din Via Panisperna') este numele sub care era cunoscut un grup de tineri fizicieni de la Universitatea Sapienza din Roma din anii 1930, condus de Enrico Fermi. Grupul a devenit cunoscut mai ales prin cercetările asupra neutronilor lenți (1934), care au făcut posibilă, mai târziu, construirea primului reactor nuclear. Pe lângă Fermi, din grup mai făceau parte Edoardo Amaldi, Oscar D'Agostino, Ettore Majorana, Bruno Pontecorvo, Franco Rasetti și Emilio Segrè.